# アメリカ (オクラホマ州)
アメリカ (英語: America) は、アメリカ合衆国オクラホマ州マカーテン郡南東部にあるゴーストタウン。ハワースの南方およそ7マイル（約11km）に位置している。町の名は、当地の住民であったトム・スチュワート (Tom Stewart) の妻アメリカ・スチュワート (America Stewart) にちなんで名付けられたものである。

## 歴史
アメリカは、1907年にウィリアム・スペンサー (William Spencer) が3人の兄弟たちとともに開いた製材所を中心に形成された町であった。スペンサー家は、40棟ほどの家を建てて、製材所の労働者たちに貸与し、1910年ころには、200人ほどがアメリカに住んでいた。1911年には、近傍の木材がすべて伐採されたことを受け、スペンサー家は綿繰り機械を導入し、また、よろずや (general store) を開業して、綿花の買い入れ業者となった。伐採によって切り開かれた土地で栽培された綿花は、当時この地を通っていたアーカンソー・アンド・チョクトー鉄道（Arkansas and Choctaw Railway：セントルイス・サンフランシスコ鉄道の一部）によって地域外へ出荷された。1920年代に綿花生産が衰退すると、住民の大部分は町から去っていった。綿繰り工場は1933年に閉鎖されたが、これは世界恐慌が最悪の状況に立ち至っていた時期であった。ボニーとクライドの身内でギャング仲間だったバック・バローとブランシェ・バローは、1931年7月3日に、アメリカで婚姻届を出している。郵便局は、1903年7月24日に開設し、1944年2月15日に廃止された。翌年には、よろずやの店も閉店し、町は完全に衰退した。
アメリカの位置は、北緯33度48分56秒 西経94度32分58秒 / 北緯33.81556度 西経94.54944度であった。今日では、かつての町域の一部はウォシタ国有林の中に入っている。現地には、古い建物2棟と、鉄道の標識ひとつが残されている。